# Radosław Jedynak
Radosław Jedynak (ur. 9 czerwca 1982 w Warszawie) – polski szachista, arcymistrz od 2006 roku. Od 2018 prezes Polskiego Związku Szachowego.

## Kariera szachowa
Grę w szachy poznał w wieku 3 lat od swojego ojca, ale po raz pierwszy w szachowym turnieju wziął udział mając lat 7. Były to mistrzostwa warszawskiej dzielnicy Ochota, które zakończyły się jego zwycięstwem. Od roku 1992 nieprzerwanie przez 10 lat uczestniczył w finałach mistrzostw Polski juniorów we wszystkich kategoriach wiekowych. Na swoim koncie posiada trzy medale tych rozgrywek: złoty (1994), srebrny (1993, oba w kategorii do lat 12) oraz brązowy (1996, do lat 14). W roku 1994 wystąpił na mistrzostwach świata juniorów do lat 12, w których podzielił III miejsce wspólnie z późniejszym mistrzem świata Rusłanem Ponomariowem. W tym samym roku wziął również w mistrzostwach Europy juniorów. W roku 1993 zdobył drużynowe wicemistrzostwo Polski juniorów z drużyną „Legionu” Warszawa, w latach 1996–1997 drużynowe mistrzostwo kraju, a w 2000 – brązowy medal w tej konkurencji. W roku 2003 wywalczył brązowy medal drużynowych mistrzostw Polski. Jest również trzykrotnym drużynowym medalistą mistrzostw Polski w szachach błyskawicznych: dwukrotnie złotym (w latach 2005 i 2006) oraz srebrnym (z roku 2001). Wszystkie medale od roku 1996 wywalczył reprezentując barwy klubu PTSz Płock.
W latach 1999–2005 zaprzestał wyczynowego uprawiania szachów, poświęcając się w tym czasie edukacji (w roku 2005 ukończył studia na wydziale Nauk Politycznych Uniwersytetu Warszawskiego) oraz publicystyce szachowej. W międzyczasie, w roku 2001, otrzymał tytuł mistrza międzynarodowego. W roku 2005 powrócił do aktywnej gry turniejowej i wkrótce został arcymistrzem. Wygrał lub podzielił I miejsca w następujących międzynarodowych turniejach: Znojmo (2002), Jarnołtówek (2003), Leutersdorf (2006), Marcy-l’Étoile (2006), Montpellier (2006), Deizisau (2007), Oberwart (2007), Malaga (2008), Rewal (2009, turniej Konik Morski Rewala), Karpacz (2012).
Najwyższy ranking w dotychczasowej karierze osiągnął 1 października 2006 r., z wynikiem 2559 punktów zajmował wówczas 10. miejsce wśród polskich szachistów.
Od 2018 Prezes Polskiego Związku Szachowego.